# ドワーフハムスター
ドワーフハムスター(Dwarf hamster)は、主に小型のハムスターであるヒメキヌゲネズミ属に分類されるハムスターである。また、ヒメキヌゲネズミ属ではないが、小型のハムスターであるチャイニーズハムスターもドワーフハムスターと呼ばれている。
ドワーフ(dwarf)は「小型の」を意味しており、ドワーフハムスターは「小さなハムスター」を表している。先にペットとして普及していたゴールデンハムスターに対比して、呼ばれる事が多い。また、ドワーフハムスター用に一回り小さいサイズのケージや、遊具、回し車をドワーフハムスター用(または、ドワーフ用)と記載して売られている。

## 分類
- ヒメキヌゲネズミ属 Phodopus
  - ジャンガリアンハムスター（ヒメキヌゲネズミ） Phodopus sungorus
  - キャンベルハムスター（キャンベルキヌゲネズミ） Phodopus campbelli
  - ロボロフスキーハムスター（ロボロフスキーキヌゲネズミ） Phodopus roborovski
- モンゴルキヌゲネズミ属 Cricetulus
  - チャイニーズハムスター（モンゴルキヌゲネズミ） Cricetulus griseus

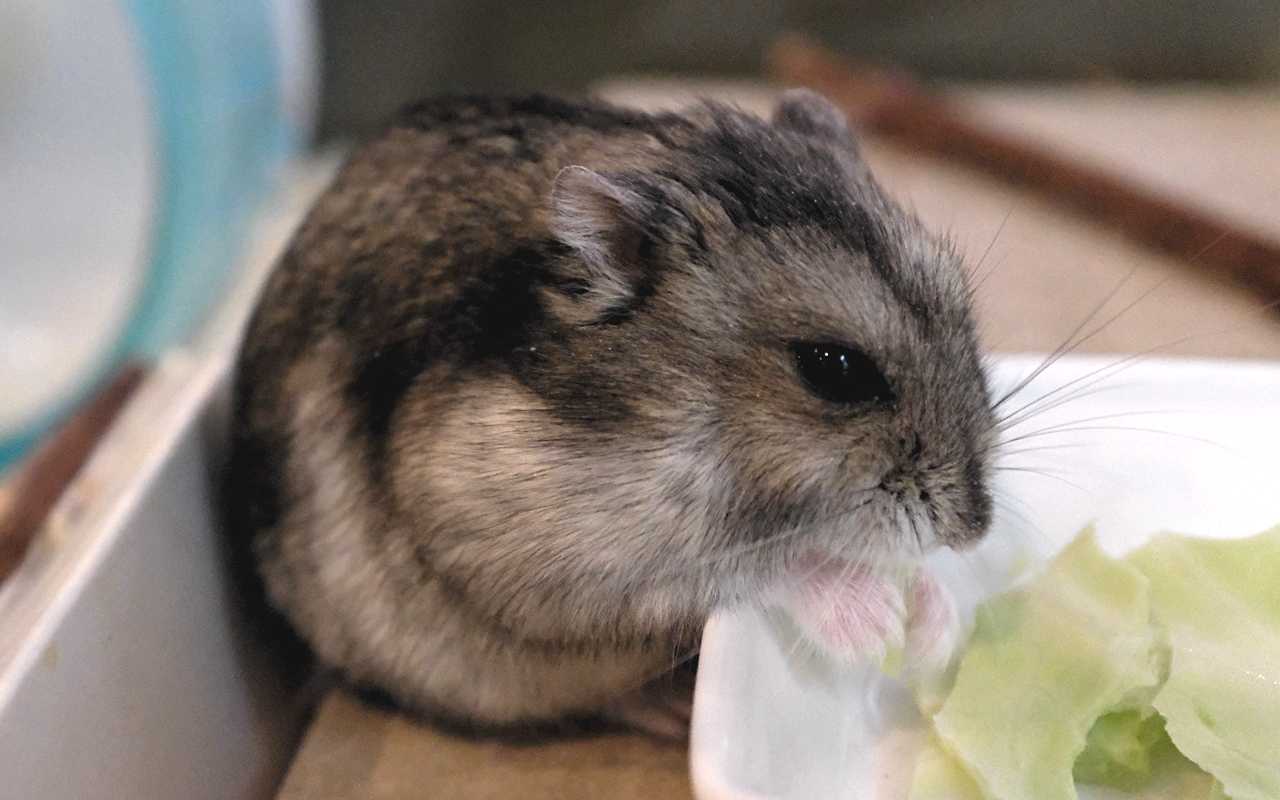
ジャンガリアンハムスター
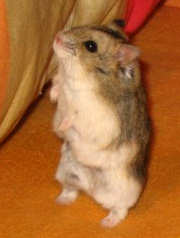
キャンベルハムスター
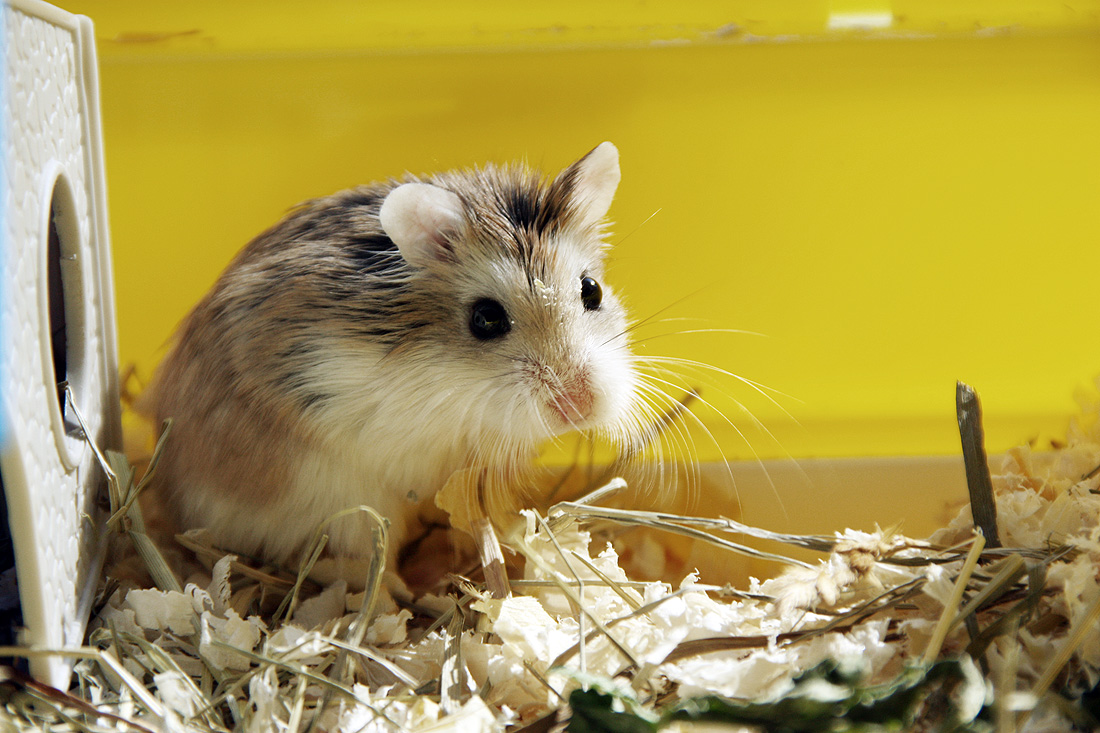
ロボロフスキーハムスター
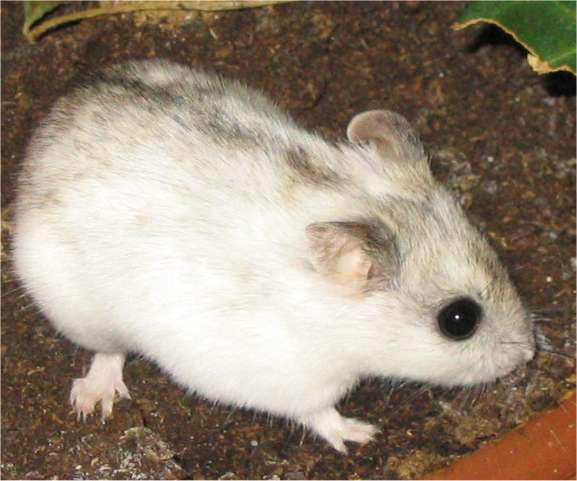
チャイニーズハムスター